# بریستول نپتون
بریستول نپتون (به انگلیسی: Bristol Neptune) یک هواگرد ساختِ کارخانهٔ بریستول ایروپلین در کشور بریتانیا است .